# Курчатов (Казахстан)
Курча́тов (каз. Курчатов) — город областного подчинения в Абайской области Казахстана. Расположен на левом берегу реки Иртыш, между городами Семей и Павлодар. Бывший центр закрытого в 1991 году Семипалатинского ядерного полигона. Долгое время город был закрытым и записывался Москва-400, а с 1960 года как Семипалатинск 21, позже был назван в честь советского физика Игоря Курчатова, который бывал здесь в длительных рабочих командировках.

## История

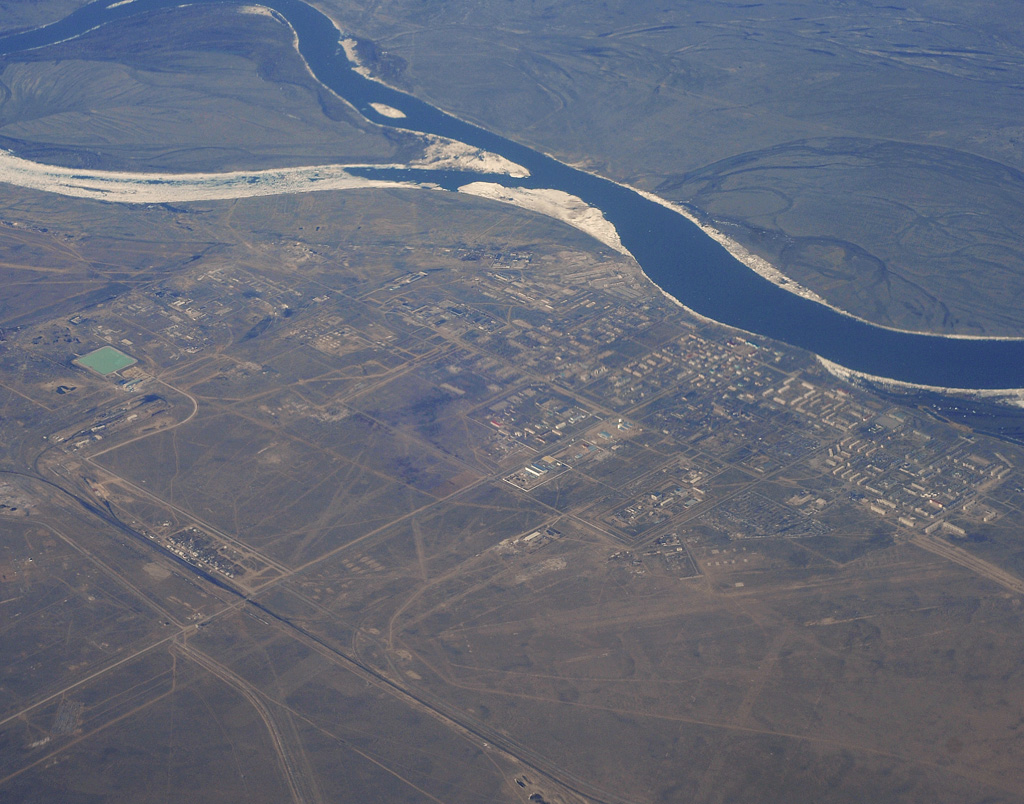
Вид на Курчатов с воздуха

Город располагается в 45 километрах от опытного поля, на котором была испытана первая атомная и термоядерная бомбы СССР. На испытание первой атомной бомбы приехал лично Л. П. Берия. В советское время город был закрытым со строжайшим пропускным режимом, обнесённым колючей проволокой по периметру, и обозначался на картах как тупиковая железнодорожная станция Конечная.
Сначала город носил кодовое название Москва-400, из-за этого постоянно происходила путаница: родственники ездили в Москву и искали там своих родных, не догадываясь, что те находятся за три тысячи километров от Москвы. В 1960 году город переименовали в Семипалатинск-21. А позже — в Курчатов, в честь руководителя советской ядерной программы Игоря Курчатова, который жил и работал в этом городе.
В 1990 году население города составляло свыше 20 тыс. человек. Жилой фонд города составлял 176056 м², из них 69500 м² для военнослужащих. В городе имелся молочный завод, хлебный завод, 8 дошкольных учреждений на 1150 мест, 3 школы на 3000 мест, военный госпиталь на 50 коек, медсанчасть, филиал швейной фабрики «Большевичка», ряд малых предприятий и кооперативов. На южной окраине города функционировал военный аэродром «Планктон» с грунтовой взлётно-посадочной полосой.
В начале 1990-х после распада СССР воинский контингент был сокращён и численность населения города уменьшилась более чем вдвое (с 20 до 8—9 тысяч человек). Инфраструктура города пришла в упадок: множество жилых домов было заброшено, солдатский городок (северо-западная часть города) полностью опустел, а его объекты, среди которых были примечательные архитектурные сооружения, распроданы и позже разрушены.
На базе Семипалатинского испытательного полигона указом первого президента Казахстана Нурсултана Назарбаева в 1991 году был создан Национальный ядерный центр Республики Казахстан (НЯЦ РК) со множеством его дочерних предприятий: Институт геофизических исследований (ИГИ), Институт ядерной физики (ИЯФ), Институт атомной энергии (ИАЭ) и множество других организаций, работающих на мирный атом и сотрудничество науки и бизнеса. Предприятие стало градообразующим.
В 2001 году была построена железная дорога Аксу — Дегелен протяженностью 184 километра. Новая дорога стала первый построенной в Республике Казахстан и открыла кратчайший путь из Семейского региона в Павлодарский, сильнее соединив Курчатов другими городами страны.
В соответствии с указом президента РК Нурсултана Назарбаева от 4 апреля 2003 года в В Курчатове построен Парк ядерных технологий, который наладил производство высокотехнологичной продукции с использованием мирного атома.
В 2008 году рамках пятилетнего плана форсированного индустриально-инновационного развития Казахстана в Курчатове был реализованы инновационные проекты на базе АО «Парк ядерных технологий». 3 июля во время проведения телемоста с главой государства состоялся ввод в эксплуатацию технологических линий комплекса радиационных технологий на базе первого в Казахстане промышленного ускорителя электронов ЭЛВ-4 по производству вспененного полиэтилена и изоляционного материала для нефте-, газопроводов и жилищно-коммунального хозяйства. Уникальные возможности промышленного комплекса позволили привлечь в технопарк зарубежные инвестиции и технологии. Согласно плану в 2010 году начнётся реализация проектов по производству взрывчатых веществ (ТОО «Аммонит») и производству радиационно-сшитых соединительных рукавов для подвижного состава (ТОО «Демпург-PNT»).
В наши дни опытное поле охраняется, так как необходимо контролировать опасную территорию и потоки радиоактивного металла. Также представляют опасность озёра, располагающиеся в огромных воронках от ядерных взрывов. Их берега радиоактивны. Также под охрану попадают штольни горного массива Дегелен, где проводили подземные ядерные испытания. Всего на СИЯП провели 465 испытаний ядерного вооружения. Места испытаний ядерного вооружения сегодня привлекают туристов из различных стран: США, Японии, Германии, Франции, Китая, Южной Кореи, России и многих других. Сотни человек ежегодно посещают опытное поле наземных и воздушных испытаний, на котором по сей день сохранены огромные бетонные сооружения, где располагалась видеоаппаратура; бомбоубежища, различные инфраструктурные объекты; а в месте проведения подземных испытаний (горный массив Дегелен) международные группы учёных исследуют полости подземных взрывов. Полигон превращается в «Большую мировую лабораторию радиационных исследований».
С 2010 года велись работы по вводу в эксплуатацию Казахстанского термоядерного материаловедческого реактора токамак (КТМ).
За 12 месяцев 2009 года произведено промышленной продукции на сумму 1 миллиард 177 млн тенге.
В 2017 году осуществлён первый этап физического пуска установки Токамак КТМ.

## Население
Национальный состав (на начало 2021 года):
- казахи — 7 305 чел. (58,85 %)
- русские — 4 551 чел. (36,66 %)
- немцы — 158 чел. (1,27 %)
- татары — 162 чел. (1,30 %)
- украинцы — 90 чел. (0,85 %)
- белорусы — 24 чел. (0,19 %)
- азербайджанцы — 19 чел. (0,16 %)
- узбеки — 17 чел. (0,16 %)
- корейцы — 15 чел. (0,13 %)
- киргизы — 17 чел. (0,13 %)
- молдаване — 13 чел. 0,11 %)
- каракалпаки — 4 чел. (0.008 %)
- другие — 42 чел. (0,35 %)
- Всего — 12 413 чел. (100 %)

## Главы
1. Дмитропавленко Владимир Николаевич 1997—2000 г.
2. Генрих Александр Николаевич 05.2009 — 06.2013;
3. Гариков Димитрий Александрович 06.2013 — 12.2014;
4. Нургалиев Нурбол Жолдаспекович 12.2014 — 03.2017;
5. Ондаканов Алмас Аманколович 03.2017 — 04.2019;
6. Глазинский Алексей Юрьевич 04.2019 — 03.2022;
7. Чугунков Олег Васильевич 03.2022 — 06.2023;
8. Абдралиев Болат Тансыкбаевич с 14 июня 2023 года